# Сенак де Мейлан, Габриэль
Габриэль Сенак де Мейлан (фр. Gabriel Sénac de Meilhan; 7 мая 1736, Версаль — 15 августа 1803, Вена) — французский юрист, чиновник и писатель.

## Биография
Габриэль Сенак де Мейлан родился в семье королевского врача. С 1756 года изучал право, затем был адвокатом при парламенте Парижа и в 1762 году вошёл в состав Верховного Совета. С 1763 года служил интендантом в колониях: сначала на Гваделупе, в 1764 году на Реюньоне и Маврикии, в 1766 году был переведён в Ла-Рошель, в 1773 году в Прованс, затем служил в Валансьене. В 1785 году пытался стать министром финансов. Писать литературные произведения начал в 1780-х годах. В июне 1790 года, в разгар Великой Французской революции, эмигрировал и жил в Лондоне, Ахене, Риме, затем в Венеции в ранге посла, а затем обосновался в Российской империи, где был хорошо принят Екатериной II; в 1791 году, после назначения ему императрицей пенсии, жил в Санкт-Петербурге и готовился стать придворным историографом, но вскоре его отношения с императрицей ухудшились. После её смерти переехал из России через Яссы в Варшаву и затем в Прагу; в 1794 году поселился в Гамбурге, а в 1801 году, когда умер его сын, переехал в Вену, где провёл последние годы и где сошёлся с принцем де Линь. Пришедший в 1801 году к власти в России Александр I восстановил выплату ему пенсии, отменённой Павлом I.
Некоторые его произведения: «Mémoires d’Anne de Gonzague» (1786 — интересный полуапокриф), «Considérations sur le luxe et les richesses» (1787), «Sur l’esprit et les moeurs» (1787), «Mélanges de philosophie et d’histoire» (1789), «Des principes et des causes de la Révolution» (1790), остроумная философская сказка «Les deux cousines» (1790), «Lettre à M-me de ***» (1792 — восторженный рассказ о его первой встрече с Екатериной Великой), роман «L’émigré» (1797), «Du gouvernement, des moeurs et des conditions en France avant la Révolution» (1797). По бумагам С. написаны герцогом де Леви «Portraits et caractères da XVIII siècle» (1813 г., с заметкой о С.). Два последних произведения впоследствии высоко оценивались как полезные для знакомства с XVIII веком. «Oeuvres choisies» Сенака были изданы в 1862 году.